# 博納 (密蘇里州)
博納（英語：Bona）是位於美國密蘇里州戴德縣的非建制地區。

## 歷史
博納的郵局於1892年設立，其後於1911年停運。

## 地理
博納所處的海拔為高於海平面321米（即1053英呎），而該地所採用的時區為UTC-6，即北美中部時區（CST）。同時該地設有夏令時間，為UTC-6調快一小時，即UTC-5（CDT）。